# 위즈 에어
위즈 에어(영어: Wizz Air, 헝가리어: Wizz Air Hungary)는 헝가리의 저비용 항공사로 주로 아프리카, 유럽에 취항하고 있다. 베오그라드 국제공항, 헨리 코안더 국제공항, 부다페스트 리스트 페렌츠 국제공항, 클루지나포카 국제공항, 크라이오바 공항, 그단스크 레흐 바웬사 공항, 카토비체 국제공항, 코시체 국제공항, 키이우 줄리야니 국제공항, 포즈난 아비카 공항. 프라하 바츨라프 하벨 국제공항, 리가 국제공항, 스코페 공항, 소피아 공항, 트르구무레슈 국제공항, 티미쇼아라 국제공항, 투즐라 국제공항, 빌뉴스 국제공항, 바르샤바 쇼팽 공항, 바르샤바 코페르니쿠스 공항이 허브 공항으로 2003년에 설립되어 헝가리의 항공사 중에서 가장 규모가 큰 편에 속한다.
말레브 헝가리 항공의 도산 후 부다페스트 리스트 페렌츠 국제공항을 메인 허브로 하는 유일한 헝가리 항공사다. 하지만 저비용 항공사인 탓에, 부다페스트에서 출발하는 대륙간 장거리 노선은 헝가리의 우방국인 폴란드의 LOT 폴란드 항공이 담당하고 있다.

## 역사
2003년 10월에 설립했다. 이후 2004년 5월에 최초로 폴란드 카토비체에 취항했다. 취항 당일부터 3개월 반 동안 25만명이 이용했으며 2007년 기준으로 290만명을 돌파했다. 2005년 9월에 위즈 에어 불가리아를 설립했다. 2008년에 최초로 우크라이나의 저비용 항공사인 위즈 에어 우크라이나를 설립했다.

## 목적지

위즈에어의 목적지

## 보유 기종
- 2020년 9월 기준으로 위즈 에어는 다음과 같은 기종을 보유하고 있으며 평균 기령은 5.6년이다.

## 자회사
- 위즈 에어 우크라이나(영어: Wizz Air Ukraine)는 우크라이나의 저비용 항공사 브랜드로 2008년에 설립했다. 허브 공항으로 키이우 줄리야니 국제공항과 도네츠크 국제공항이 있다. 그러나 2014년 크림 위기로 2015년 4월부터 운항이 중단되었다.[8][9]
- 위즈 에어 불가리아[10](영어: Wizz Air Bulgaria)는 불가리아의 저비용 항공사 브랜드로 허브 공항은 소피아 공항이 있다.[10]
- 위즈 에어 루마니아[11](영어: Wizz Air Romania)는 루마니아의 저비용 항공사 브랜드로 허브 공항은 티미쇼아라 국제공항이 있다.[11]

## 같이 보기
- 이지젯
- 라이언에어